# Alas and Alack
Alas og Alack er en amerikansk dramastumfilm i sort-hvid fra 1915 instrueret af Joe De Grasse og med skuespilleren Lon Chaney. Et udskrift af filmen er opbevaret i BFI National Archive.

## Medvirkende
- Cleo Madison
- Lon Chaney
- Arthur Shirley
- Margaret Whistler
- Mary Kearnen